# Meets Hank Jones, Vol. 1
Meets Hank Jones, Vol. 1 (Alternativtitel Steve Davis Meets Hank Jones, Volume 1) ist ein Jazzalbum von Steve Davis. Die im Juni 2008 in den JLP Studio, South Orange, New Jersey entstandenen Aufnahmen erschienen am 24. November 2023 auf Smoke Sessions Records.

## Hintergrund
Im Juni 2008 trafen sich der Posaunist Steve Davis und der Pianist Hank Jones zu einer entspannten Duo-Session, die zum Teil von Bassist Peter Washington zum Trio ergänzt wurde. Diese blieb zunächst aus unbekannten Gründen veröffentlicht und erschien erst 2023 unter Steve Davis’ Namen als Meets Hank Jones, Volume 1. Trotz des Titels hatten die beiden schon zuvor zusammen aufgenommen. Als Davis 2007 zum ersten Mal die Gelegenheit bekam, mit Jones zu spielen, entstand das Album Eloquence, auf dem Davis und Jones von dem Trompeter Roy Hargrove, dem Bassisten Nat Reeves und dem Schlagzeuger Joe Farnsworth begleitet wurden.
Für die Nachfolge-Session stellte sich Davis ein Trio ohne Schlagzeug vor – er selbst, Jones und der Bass-Schrittmacher Peter Washington. „Die Idee für diese Session war meiner Meinung nach, dass Hank und Pete Washington ein Bradley-Duo spielten“, sagt er und bezieht sich auf den Jazzclub Bradley’s im New Yorker Greenwich Village, der vor seiner Schließung im Jahr 1996 für die Präsentation von Pianoduos und -trios berühmt wurde. „Und ich sitze daneben und versuche, nicht alles zu vermasseln,“ meinte Davis in einem Interview. „Hank Jones’ Spiel ist so überaus großartig, dass man das Gefühl hat, man könne nichts falsch machen“, sagte Davis. „Es war einer der Höhepunkte meiner gesamten Karriere.“
Die Aufnahme entstand jedoch eher zufällig, als Hank Jones für einige Tage bei John Lee weilte, der Davis schließlich einlud – mit dem Vorwand, ein neues Mikrophon in seinem JLP Studio auszuprobieren. Für Davis war es „fast eine außerkörperliche Erfahrung, dieses Date zu spielen.“
Das Trio spielte ausgewählte Stücke aus Jazzstandards und des Great American Songbook. Das Album enthält außerdem drei Duos von Davis und Jones – „But Beautiful“, „Polka Dots and Moonbeams“ und „We’ll Be Together Again“.

## Titelliste
- Steve Davis: Meets Hank Jones, Vol. 1 (Smoke Sessions)

1. Interface (Hank Jones) 5:28
2. Isn’t It Romantic? (Richard Rodgers, Lorenz Hart) 4:19
3. Polka Dots and Moonbeams (Jimmy Van Heusen, Johnny Burke) 6:00
4. Cry Me a River (Arthur Hamilton) 5:32
5. But Beautiful (Jimmy Van Heusen, Johnny Burke) 4:46
6. We’ll Be Together Again (Frankie Laine) 5:12

## Rezeption

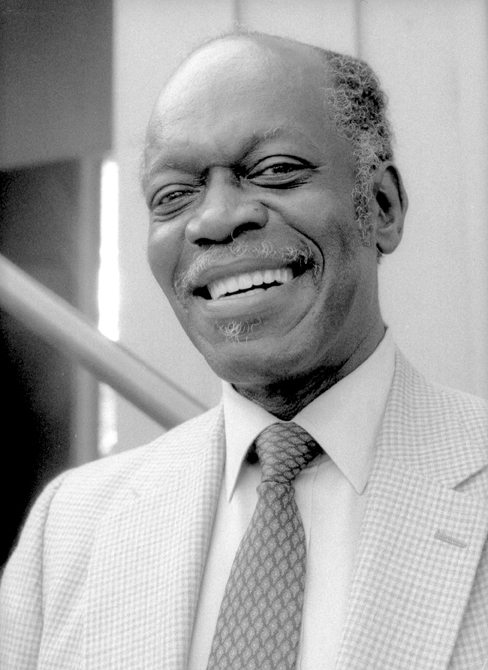
Hank Jones auf dem Monterey Jazz Festival 1985. Foto: Brian McMillen

Dies sei ein unerwarteter Leckerbissen, hieß es in der Times; ein „neues“ Album des großartigen Pianisten Hank Jones, 13 Jahre nach seinem Tod. Bemerkenswert, wenn man bedenkt, dass er fast 90 Jahre alt war und sich erst zwei Jahre zuvor einer Bypassoperation am Herzen unterzogen hatte.
Es gebe Aufnahmen, die so unspektakulär klingen, dass sie auch und gerade deshalb so einzigartig sind, schrieb Martin Laurentius in Jazz thing. Das Repertoire hätten die beiden wohl seit Jahr und Tag gekannt, hätten es wahrscheinlich sprichwörtlich mit der Muttermilch aufgesogen. Vielleicht habe es daran gelegen, dass Jones zeitlebens ein Großmeister darin war, Sängerinnen so zu begleiten, dass sie einfach nur gut klingen konnten: „mit dieser unvergleichlichen, swingenden Noblesse und harmonischen Nonchalance“. Wohl auch deshalb klinge Davis’ Posaunenton so vokal und habe dieses weiche, bauchige Timbre, das einem sanfte Schauer auf die Haut zaubere. Jones Solospiel würde im wahrsten Wortsinn perlend klingen, während er vom Dritten im Bunde, dem Bassisten Peter Washington, poetisch leise grundiert werde.
Nach Ansicht von Michael Toland, der das Album in The Big Takeover rezensierte, hätten Aufnahmen wie diese immer eine gewisse besondere Stimmung, und die Beteiligten spielten, als hätten sie nichts zu beweisen. Jones’ vom Blues durchdrungenes Spiel biete einen stabilen Rahmen für Davis’ ultramelodische Hauptarbeit, während Washingtons Bass (der nur auf der Hälfte der Stücke zu hören ist) so subtil sei, dass er unterschwellig wirke. Der runde, satte Ton von Davis’ Instrument klinge besonders gut bei Balladen wie „But Beautiful“ und „Polka Dots and Moonbeams“, aber ebenso aufgeregt bei den Uptempo-Nummern, insbesondere bei „Cry Me a River“. Jones würde sich natürlich mit all dem Geschmack, der Eleganz und der Würde verhalten, die man von jemandem erwarten würde, der schon länger Jazz spielte, als seine Bandkollegen lebten.